# Фрідль Дікер-Брандейс
Фредеріка «Фрідль» Дікер-Брандейс (30 липня 1898, Відень — 9 жовтня 1944, Аушвіц Біркенау) — австрійська художниця і педагог, убита нацистами в таборі смерті Освенцим-Біркенау.

## Життєпис
Народилася у Відні 30 липня 1898 року. Взяла шлюб з Павлом Брандейсом в 1936 році, а потім використовувала прізвище через дефіс. Дікер-Брандейс була ученицею Йоханнеса Іттена в його приватній школі у Відні, а пізніше навчалася та викладала у Веймарському Баухаузі. У 1919—1923 роках працювала в майстернях текстильного дизайну та типографії. Після виходу з Баухаузу працювала художницею і дизайнеркою текстилю в Берліні, Празі, Гронові.

## У Другій світовій війні
17 грудня 1942 року Дікер-Брандейс та її чоловік були депортовані до терезинського «зразкового гетто». Під час перебування в Терезині вона давала уроки мистецтва та лекції. Допомагала організовувати таємні виховні заняття для дітей Терезина. Вона розглядала малювання та мистецтво як спосіб для дітей зрозуміти свої емоції та навколишнє середовище. Проводила арттерапію.
У Терезині вона наполегливо досягала своєї мети — «пробудити бажання до творчості».
У вересні 1944 року її чоловіка перевезли до Освенцима. Дікер-Брандейс добровільно приєдналася до нього. Але перед тим, як її забрали, вона подарувала Раджі Енглендеровій, головній виховательці Дому дівчат L 410, дві валізи з 4500 малюнками.
Була убита у Біркенау 9 жовтня 1944 року. Її чоловік Павло вижив.

## Спадщина
Після війни Віллі Гроаг, директор будинку для дівчат L 410, привіз валізи з дитячими малюнками до єврейської громади в Празі. З майже 660 авторів малюнків 550 загинули під час Голокосту. Малюнки зараз знаходяться в колекції Єврейського музею в Празі, деякі з них експонуються в синагозі Пінкаса в Празі.
У 1999 році у Відні відкрилася виставка Фрідля Дікера-Брандейса, організована Центром Симона Візенталя під керівництвом Олени Макарової з Ізраїлю. Виставку демонстрували в Чехії, Німеччині, Швеції, Франції, США, Японії.
Її роботи були включені до виставки 2019 року «Місто жінок: художниці» у Відні з 1900 по 1938 рік в Österreichische Galerie Belvedere.

## Галерея

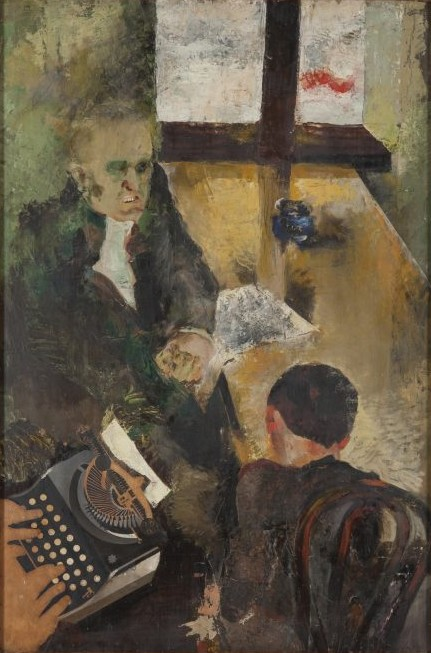
«Почувши Я», до 1944
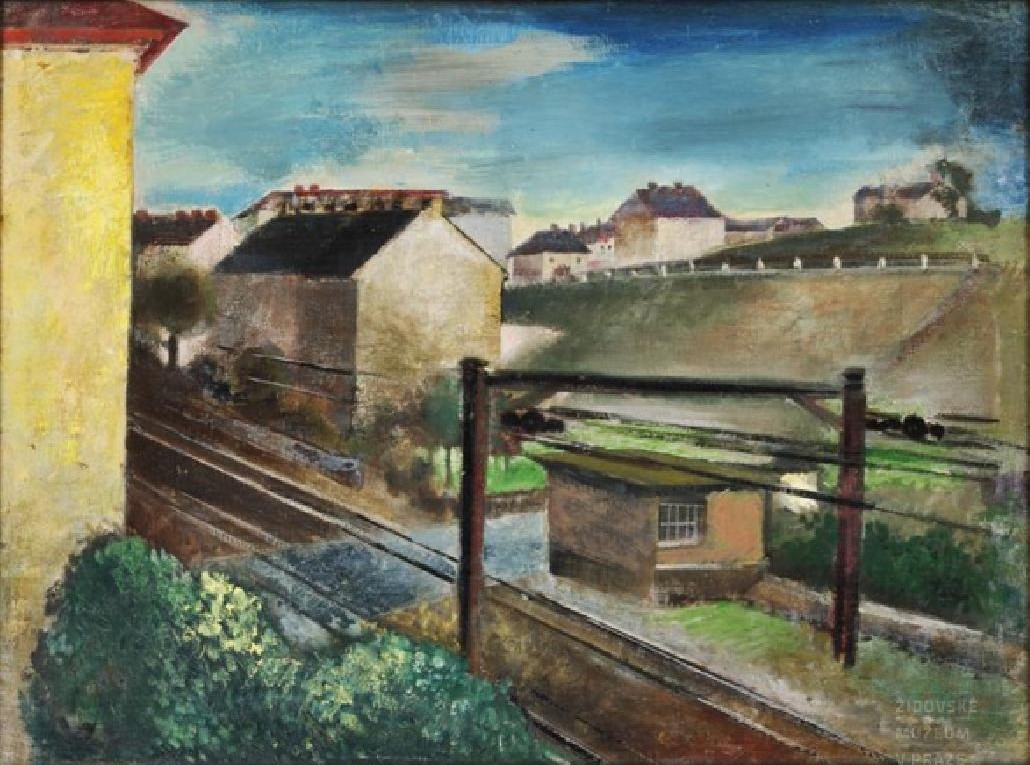
«Станція», до 1944
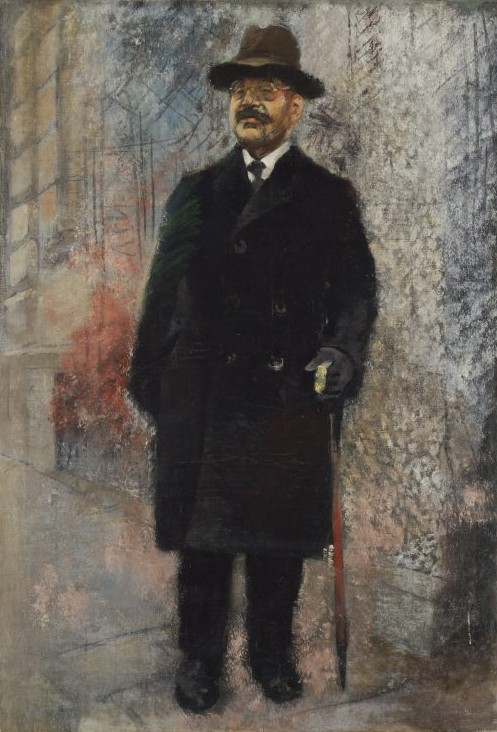
«Портрет людини, що стоїть у чорному пальті та капелюсі», до 1944
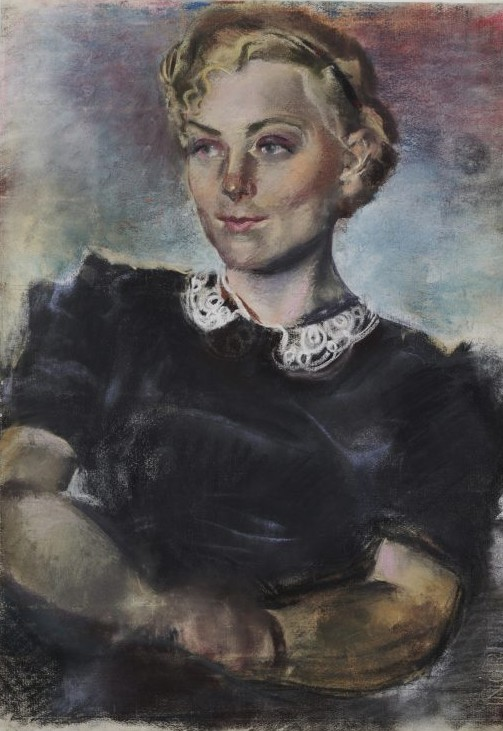
«Портрет молодої жінки з мереживним коміром», близько 1942
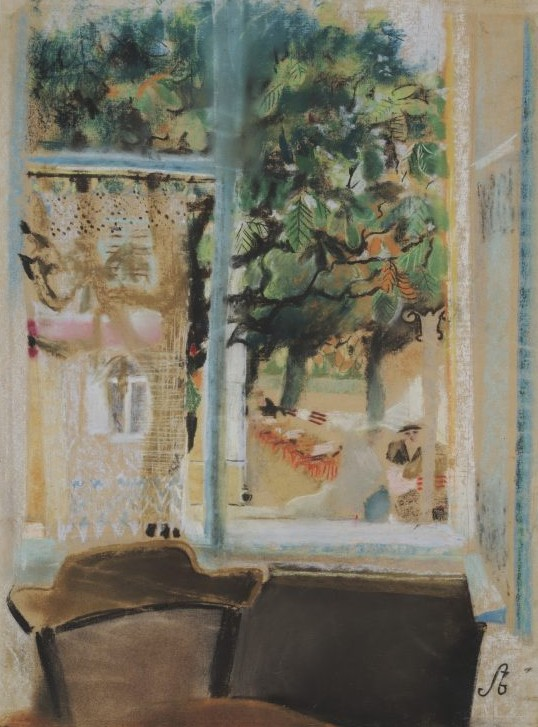
«Вид з вікна на Франтішкові Лазні», 1936
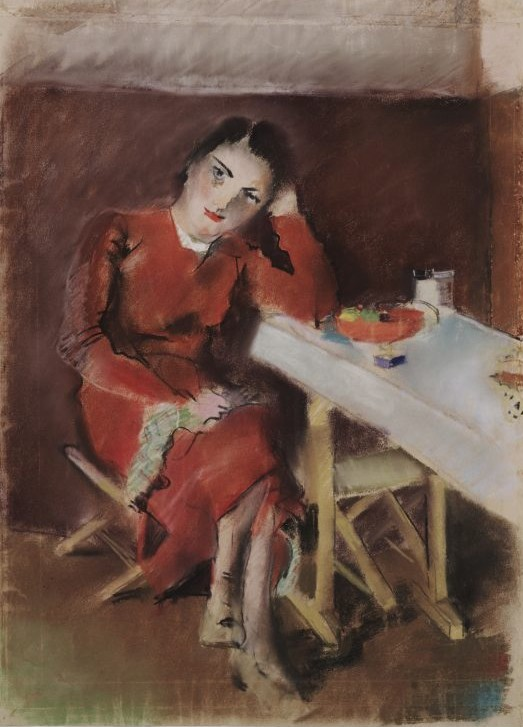
«Жінка за столом», до 1944
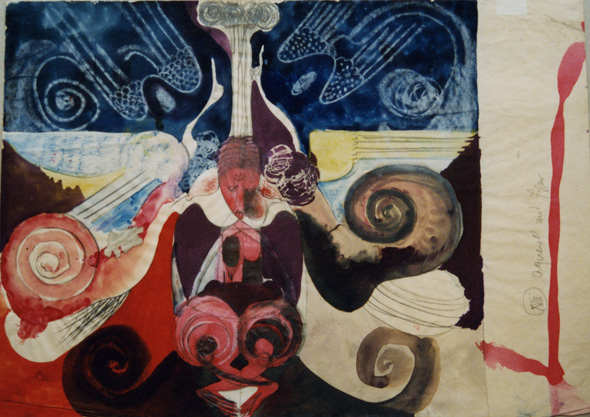
«Брандейсова — нянька з крилами», 1920